# Frizou
Frizou, de son vrai nom Christophe Bardon, est un dessinateur humoristique, illustrateur et caricaturiste français né le 3 avril 1969.

## Biographie
Il signe d'abord avec son patronyme puis dans les années 2000 adopte définitivement le pseudo de Frizou. Il collabore régulièrement avec les magazines et journaux : Amiga Dream, Dream, Login:, PC Team, Le Virus informatique, Bezons Infos, Music Up, L'Humanité, Planète internet…
On le retrouve également au générique du court-métrage David et Goliath de Jean-Marie Maddeddu dont il signe le storyboard.
On retrouve également ses dessins de presse dans L'Opinion, Le sans culotte 85, FHM, Satire Hebdo, Hara Kiri.

## Œuvres
Réalisations sous le nom de Bardon
- Chacal renard des océans - scénario Doug Headline - éditions Zenda
- Basducrasd’uc – magazine Fluide glacial - (scénarisation – dessins)
- Rose Ouël  – magazine Fluide glacial nos 298, 301,309, 311 et H.S. 18 - (co-scénarisation – dessins)
- Ça fait marrer les mouettes –  Fluide Glacial no 309 - (co-scénarisation – dessins)
- RTT - hors série Fluide glacial no 18 - (co-scénarisation – dessins)[2]

Réalisations sous le nom de Frizou
- « La Quête de l'esprit fluide » - magazine Fluide glacial no 426, 428[3] - scénario de Marc Dubuisson.
- Plusieurs planches dans les H.S. Fluide glacial collector « Les Nuls »[4] et " Spécial Groland".
- Les 7 Pêchés capitaux de l'Apéro, album de 48 pages, collectif Les Mâles à bar - éditions Les Mâles à bar - collection Les Bulles qui claquent, mai 2015
- Le Monde merveilleux d'Oncle Walt[5] - collectif Les Mâles à bar - éditions Les Mâles à bar - collection Les Bulles qui claquent.
- La Sale Histoire de France - collectif Les Mâles à bar - éditions Les Mâles à bar - collection Les Bulles qui claquent.
- Illustrations - Éditos, chouquettes stories et autres machins de Christophe Goffette - Goof Prod, 666 ex numérotés et signés.